# ULTIMATE MC BATTLE GRAND CHAMPIONSHIP 2014
「ULTIMATE MC BATTLE GRAND CHAMPIONSHIP 2014」（アルティメット・エムシー・バトル・グランド・チャンピオンシップ・2014）は、2015年4月1日に発売した映像作品（DVD）である。

## 概要
2014年12月30日に恵比寿LIQUID ROOMで行われたMCバトルの頂点を決める大会「ULTIMATE MC BATTLE 2014 GRAND CHAMPIONSHIP」の全試合を完全収録したDVDである。
全国各地32ヵ所の予選を制したものによる全国大会の映像であり、大会への総エントリー数は1000名以上であった。史上初の全国大会3連覇をかけたR-指定などが本選に参戦した。

## キャスト
MASTER OF CEREMONY
- 晋平太

BATLE BEAT DJ'S
- DJ RYU
- DJ SHUN
- DJ CELORY
- DJ PEKO
- DJ 8MAN
- DJ YOKE
- DJ KENSEI

MC'S
- GOTIT
- GADORO
- shun-p
- 成
- KTSRO
- MC 松島
- Ry-lax
- MC DOTAMA
- スナフキン
- BUSS
- 切刃
- サイプレス上野
- FEIDA-WAN
- Kowree
- ALICE
- BUCHI DA MIC
- SURRY
- MAC-T
- GIL
- 蛇
- 輪入道
- marsh
- 呂布カルマ
- Disry
- Y.A.S
- MC☆ニガリa.k.a 赤い稲妻
- Raika
- R-指定
- RHYME BOYA
- KOKI
- NAIKA MC
- ふぁんく

## 関連商品
- ULTIMATE MC BATTLE 2014 東京・大阪予選×EAST&WEST REVENGE - 同年に発売された映像作品。